# Xanthorhoe orthogrammaria
Xanthorhoe orthogrammaria är en fjärilsart som beskrevs av Achille Guenée 1858. Xanthorhoe orthogrammaria ingår i släktet Xanthorhoe och familjen mätare. Inga underarter finns listade i Catalogue of Life.